# 北哥倫比亞 (紐約州)
北哥倫比亞（英語：North Columbia）是位於美國紐約州赫基默縣的非建制地區。

## 地理
北哥倫比亞所處的海拔為高於海平面375米（即1230英呎），而該地所採用的時區為UTC-5，即北美东部时区（EST）。同時該地設有夏令時間，為UTC-5調快一小時，即UTC-4（EDT）。